# Josep Coll i Bertran
Josep Coll i Bertran (la Bisbal d'Empordà, 4 d'octubre de 1956) és un enginyer i exdiputat català.

## Biografia
És Doctor en Enginyeria Industrial a l'Escola Tècnica Superior d'Enginyers Industrials de Terrassa (ETSETT), especialitzat en organització industrial. Va ser vicerector d'Extensió Universitària de la Universitat Politècnica de Catalunya (1987-1988), coordinador general del COU i de les Proves d'Accés a la Universitat de les Universitats de Catalunya (1989-1992), i vice-rector de Política Acadèmica de la Universitat Oberta de Catalunya (1997-2003).
Va ser a l'escoltisme de MEGSJC, on va exercir càrrecs directius. També va exercir al MUEC i al secretariat del Consell Nacional de la Joventut de Catalunya (1986-1987). Fou president del Consell Nacional de la Joventut Nacionalista de Catalunya i el 1987 ingressà a Convergència Democràtica de Catalunya (CDC). Fou elegit diputat per la circumscripció de Girona a les eleccions al Parlament de Catalunya de 1988 i 1992 per Convergència i Unió. Fou secretari general de la Joventut de 1992 a 1996.
El 2001 col·laborà en el Diccionari d'economia i gestió publicat per la Gran Enciclopèdia Catalana. Posteriorment ha estat membre de la Conferència General i de la Comissió de Coordinació i Programació del Consell Interuniversitari de Catalunya (1997-2003). Va ser director del Departament d'Organització d'Empreses de la UPC, síndic de greuges universitari i coordinador acadèmic de la Global University Network for Innovation (UPC-UNESCO-ONU).

## Obres
- Creació d un model d'anàlisi econòmico-territorial: aplicació a la subcomarca de la Bisbal d'Empordà (Baix Empordà) (1981)
- Crisi i reconversió industrial a Catalunya (1985)